# Val d'Aran
La Val d'Aran (nome ufficiale in occitano, nella sua variante aranese; in catalano: Vall d'Aran; in spagnolo: Valle de Arán) è una delle 41 comarche della Catalogna, con una popolazione di 9.219 abitanti; suo capoluogo è Vielha e Mijaran. Amministrativamente fa parte della provincia di Lleida, che comprende 13 comarche.
Nel 1944, con la ritirata dei nazisti dalla Francia, diversi gruppi di guerriglieri spagnoli, esuli in territorio francese, che avevano combattutto nella resistenza francese, tentarono di conquistare la valle e di strapparla al regime di Francisco Franco. L'operazione si risolse in un fallimento.

## Geografia fisica
La Val d'Aran è l'unica comarca della Catalogna situata al di là dello spartiacque dei Pirenei: la valle è difatti segnata dall'alto corso della Garonna, tributaria dell'Atlantico, che nasce nella valle stessa. Fino al 1948, anno della costruzione della galleria di Vielha, la valle era accessibile dal resto della Spagna solo tramite il Port de la Bonaigua (2.072 m), mentre nei mesi invernali era raggiungibile solamente attraverso la Francia.

### Clima
Il clima della valle è di tipo montano. A differenza però delle valli limitrofe, la Val d'Aran è sottoposta all'influenza oceanica che di conseguenza ne mitiga il rigore.

## Popolazione e lingua
Proprio grazie al suo isolamento la Val d'Aran ha potuto conservare la propria lingua, l'aranese, che altro non è che una particolare variante del guascone, a sua volta un dialetto della lingua occitana. La situazione linguistica della valle costituisce un caso unico in Spagna, in quanto si trova in una posizione di trilinguismo ufficiale (castigliano, catalano e aranese).
I toponimi della comarca sono tutti ufficiali nella loro variante aranese (in catalano si parlerebbe difatti di Vall d'Aran), mentre il toponimo stesso "Val d'Aran" è frutto della fusione di più lingue, in quanto significa "Valle della valle" (haran è un sostrato linguistico basco che vuol dire "valle").

## Lista dei comuni della Val d'Aran
| Comune           | Abitanti (2014) | Superficie km² |
| ---------------- | --------------- | -------------- |
| Arres            | 73              | 11,6           |
| Bausen           | 49              | 17,7           |
| Es Bòrdes        | 234             | 21,4           |
| Bossòst          | 1.140           | 28,2           |
| Canejan          | 102             | 48,3           |
| Les              | 968             | 23,4           |
| Naut Aran        | 1.782           | 255,8          |
| Vielha e Mijaran | 5.474           | 211,7          |
| Vilamòs          | 171             | 15,4           |
| • Totale: 9      | 9.993           | 633,5          |

## Inno
Montanhes araneses è l'inno della Val d'Aran, versione in dialetto locale di Se canta.